# 제트블루 항공 292편 비상착륙 사고
제트블루 항공 292편 비상착륙 사고(영어: JetBlue Flight 292)은 2005년 9월 21일 오후 3시17분(현지 시간) 로스앤젤레스 인근 버뱅크 봅호프 공항을 출발, 뉴욕의 존 F. 케네디 공항으로 향하던 에어버스 A320 기종의 항공기이다. 제트블루 항공 292편의 이륙 당시 랜딩기어 고장으로 앞바퀴가 휘어진 채 접혀지지 않았다. 이에 연료를 모두 소비한 후 LA 국제공항 예비 활주로에 비상 착륙을 시도하기로 했다. 착륙 과정에서 고장난 앞바퀴에 불에 타 화염을 내뿜었지만 조종사는 뒷바퀴로 균형을 잡으며 무사 착륙에 성공했다. CNN 등 미국 방송들이 여객기 선회 때부터 정규방송을 중단하고 생중계하는 가운데 당시 활주로에는 5대의 소방차와 비상구조요원들이 긴장 속에 대기하고 있었다. 기내 TV로 뉴스를 지켜보며 공포에 떨던 승객들은 착륙 후 버스에 실려 안전한 곳으로 옮겨졌다.